# William Amove Avenya
William Amove Avenya (Ishangev Tiev, Konshisha Local Government Area, Benue, Nigéria, 21 de junho de 1955) é um clérigo nigeriano e bispo de Gboko.
William Amove Avenya foi ordenado sacerdote em 30 de maio de 1981, depois de estudar filosofia e teologia no Seminário Maior de Jos. Em 1981/82 trabalhou na pastoral da paróquia de São Carlos em Adoka, depois vigário em São Guilherme de Lafia. De 1982 a 1984 lecionou no seminário de Gbarnga, Libéria. De 1984 a 1989 completou um Mestrado em Educação na Universidade de Manchester, graduando-se com Doutorado (PhD). Em 1990 tornou-se chefe dos Serviços de Educação Católica em Makurdi. Desde 1996, Avenya é Secretário Geral da Associação das Conferências Episcopais da África Ocidental Anglófona (AECAWA), interrompida por estudos adicionais em Gestão e Desenvolvimento de Organizações Não Governamentais no Instituto Internacional de Gestão da Galileia (GIMI) em Israel.
Papa Bento XVI nomeou-o em 28 de novembro de 2008 Bispo Titular de Thucca na Mauritânia e Bispo Auxiliar em Makurdi. O bispo de Makurdi, Athanasius Atule Usuh, o consagra como bispo em 24 de janeiro de 2009; Os co-consagradores foram Renzo Fratini, Núncio Apostólico na Nigéria, e John Olorunfemi Onaiyekan, Arcebispo de Abuja.
Em 29 de dezembro de 2012 foi pelo Papa Bento XVI nomeado bispo da recém-fundada diocese de Gboko.